# Johann Wilhelm Simonetti
Johann Wilhelm Simonetti (Berlín, 11 de desembre, - Booßen (Brandenburg), 19 de març, 1776) va ser un director d'orquestra, violinista, compositor i llibretista alemany. a Booßen) va ser un director de banda, violinista, compositor i llibretista alemany.

## Biografia
Johann Wilhelm Simonetti era el fill gran del constructor Giovanni Simonetti, que va emigrar de Suïssa. El seu germà petit va ser el teòleg Christian Ernst Simonetti. No se sap res dels primers anys de la vida de Johann Wilhelm. El 28 d'abril de 1711 es va matricular a la Universitat de Jena, però aviat va abandonar els estudis de dret per dedicar-se a la música.
Des del 25 d'octubre de 1711, Simonetti consta a Gera, i des de 1712 com a "Secretarius" a l'orquestra de la cort de Gera. Un viatge a Venècia i Lisboa, probablement iniciat cap al tombant de l'any 1713/14, va portar a una trobada amb Gottfried Heinrich Stölzel.
El treball a curt termini de Simonetti a la capella de la cort de Hesse-Darmstadt podria estar relacionat amb les cerimònies d'entrada del príncep hereditari que van durar del 28 d'abril al 7 de maig de 1717. El príncep Lluís, el futur landgrave Lluís VIII, es va casar amb Carlota (1700–1726), filla i hereva del comte Joan Reinhard III, al palau de Philippsruhe de Hanau el 5 d'abril de 1717.
Simonetti es pot trobar a Bayreuth el 1718. Aquí es va casar amb la cantant Christiane Elisabeth, vídua Ernst née Döbricht, el 14 de març de 1718. Era filla de Daniel Döbricht (1650–1694) d'Altenburgo, i la cantant Christine Elisabeth Grosse, filla del músic de cambra de Halle Samuel Grosse (abans de 1647; torbista sota Samuel Scheidt). Christiane Elisabeth es va formar a l'"Oper am Gänsemarkt" d'Hamburg i va treballar com a intèrpret de triplets, més tard contra-alt, a la cort de Weißenfels des del 9 de juliol de 1681. Tots dos es van casar el 16 de setembre de 1677. El seu germà era Samuel Ernst Döbricht (1680–1751), gendre del compositor Nicolaus Adam Strungk, que va treballar com a empresari a l'"Opernhaus am Brühl" de Leipzig i a l'"Opernhaus vorm Salztor" de Naumburg. Les seves tres germanes Magdalena Elisabeth es van casar. Ludwig (abans de 1680), Justina Elisabeth (1688) i Johanna Elisabeth Hesse de soltera Döbricht (1692–1786) també van ser cantants coneguts del seu temps.
Des de principis de 1721 els Simonetti van estar actius al Principat de Braunschweig-Wolfenbüttel. El febrer d'aquest any, Christiane Elisabeth Simonetti va aparèixer entre els participants al Singspiel Heinrich 41 der Vogler ("Segona part") de Georg Caspar Schürmann. El calendari judicial publicat el mateix any esmenta Hochfürstl a la secció, Capell ocupa el primer lloc entre els cantants Christiane Elisabeth Simonetti. Primer cantant amb Fürstl. HoffCapell, entre els instrumentistes, també primer concertista Johann Wilhelm Simonetti. Amb Carl Heinrich Graun va escriure el llibret de l'òpera de Schürmann Ludovicus Pius o Ludewig el Pietós el 1726. La col·laboració amb Graun a Braunschweig devia ser molt productiva; el 1773 Bode va escriure sobre l'edat daurada de la capella de Braunschweig,...els temps de Graune i Simonetti.

Des de l'any 1737, la família Simonetti es va poder trobar als voltants de la cort prusiana de Berlín, però no hi treballava. Pel que sembla, Simonetti va donar classes de música a Berlín. Al Tonkunstler Lexikon d'Ernst Ludwig Gerber de 1790 diu:
"“Simonetti (Sgr.) concertino a la capella del duc de Braunschweig, cap al 1730; privatitzat a Berlín cap al 1740 i hi va donar classes de violí".
- Ernst Ludwig Gerber: Enciclopèdia historicobiogràfica d'artistes sonors en dos volums, volum 2, Leipzig 1792, col. 522.

El 19 de juliol de 1740, Simonetti i Graun van fer un viatge a Itàlia per adquirir cantants i instrumentistes en nom del rei prussià. Graun probablement va cobrir els costos de Simonetti. El 22 de juny de 1740 deia:
"El dia 19 els dos senyors Musici Graun i Simonetti estan amb 6000 rtl. Els diners del viatge van anar a Itàlia per portar amb ells 4 castrats, 1 baixista, 1 tenor i 4 cantatrices, també pel sou de la persona fins a 2000 rtl. acordar".
– Richard Wolff (ed.): Periòdics escrits a Berlín des de 1740. L'inici del regnat de Frederic el Gran. A: Escrits de l'Associació per a la Història de Berlín. Número XLIV, Berlín 1912, pàg. 57.
Graun va tornar el 17 d'octubre de 1740, mentre que Simonetti es va quedar fins al Nadal de 1740 i després va tornar a Berlín. En algun moment després, Simonetti va acabar la seva carrera com a professor de música a Berlín i es va fer càrrec com a arrendatari de la finca Booßen, situada al nord-oest de Frankfurt a l'Oder i sota el control de la ciutat, on va morir el 1776 de vellesa.
Simonetti va mantenir en secret els seus noms durant tota la seva vida; només es van poder identificar mitjançant una entrada a la llibreta d'adreces de Wolfenbüttel de 1725.

## Treball
- Konzert für Violine und Orchester C-Dur (vl, strings, bc - C)[8]